# جيري لي
جيري لي (بالإنجليزية: Jerry Lee)‏ هو دي جيه أمريكي، ولد في 20 أبريل 1936.